# RNASEH2C
RNASEH2C‏ (Ribonuclease H2 subunit C) هوَ بروتين يُشَفر بواسطة جين RNASEH2C في الإنسان.